# 杰拉尔德·加迪特
杰拉尔德·加迪特(1999年5月16日—)是一名马来西亚职业足球运动员，现效力于马来西亚足球超级联赛的沙巴足球俱乐部，司职后卫。

## 职业生涯
杰拉尔德·加迪特在2021年代表沙巴青年队参加马来西亚总统杯。同年，他被沙巴提升至一线队名单。

## 国家队生涯
2022年1月，杰拉尔德·加迪特进入马来西亚U-23大名单，参加2022年东南亚U23锦标赛。